# Campionati italiani di winter triathlon del 2021
I Campionati italiani di winter triathlon del 2021 (XXIII edizione) sono stati organizzati dalla Federazione Italiana Triathlon e si sono tenuti a Asiago in Veneto, in data 21 febbraio 2021.
Tra gli uomini ha vinto Franco Pesavento (Thermae Sport PDNTRI), mentre la gara femminile è andata per la quarta volta consecutiva a Sandra Mairhofer (Granbike Triathlon).

## Risultati

### Élite uomini
| Pos. | Atleta               | Società sportiva             | Corsa   | Bici    | Sci di fondo | Totale  |
| ---- | -------------------- | ---------------------------- | ------- | ------- | ------------ | ------- |
|      | Franco Pesavento     | Thermae Sport PDNTRI         | 0:18:01 | 0:21:18 | 0:17:49      | 0:58:22 |
|      | Daniel Antonioli     | Esercito                     | 0:18:26 | 0:21:39 | 0:17:14      | 0:58:53 |
|      | Alessandro Saravalle | Trisports.it Team            | 0:19:39 | 0:20:26 | 0:17:25      | 0:59:18 |
| 4    | Manuel Bortolas      | Granbike Triathlon           | 0:18:59 | 0:21:23 | 0:17:01      | 0:59:21 |
| 5    | Eugenio Bianchi      | Pool Cantù 1999              | 0:18:22 | 0:23:17 | 0:17:05      | 1:00:51 |
| 6    | Mattia Tanara        | Verona Triathlon Km          | 0:18:42 | 0:22:44 | 0:18:34      | 1:02:03 |
| 7    | Filippo Barazzuol    | Granbike Triathlon           | 0:19:50 | 0:20:37 | 0:21:05      | 1:02:56 |
| 8    | Gabriele Caretta     | A3 Triathlon                 | 0:20:01 | 0:22:53 | 0:18:06      | 1:03:08 |
| 9    | Simone Olivetti      | Trisports.it Team            | 0:20:43 | 0:20:56 | 0:19:35      | 1:03:20 |
| 10   | Filippo Blanc        | Trisports.it Team            | 0:20:18 | 0:21:36 | 0:19:24      | 1:03:30 |
| 11   | Matteo Pellegrino    | Granbike Triathlon           | 0:20:36 | 0:23:18 | 0:17:48      | 1:03:50 |
| 12   | Marco Del Missier    | Triathlon Lignano Sabbiadoro | 0:21:06 | 0:21:51 | 0:18:54      | 1:04:09 |
| 13   | Michele Bonacina     | Valdigne Triathlon           | 0:19:29 | 0:21:46 | 0:22:03      | 1:05:14 |
| 14   | Matteo Bozzato       | Pool Cantù 1999              | 0:19:55 | 0:23:44 | 0:19:26      | 1:05:21 |
| 15   | Guido Ricca          | T.D. Cremona                 | 0:20:56 | 0:23:13 | 0:20:40      | 1:06:43 |
| 16   | Matteo Carli         | Triathlon 7C                 | 0:22:14 | 0:23:30 | 0:18:58      | 1:06:48 |
| 17   | Danilo Ciscato       | Cusiocup                     | 0:21:00 | 0:24:12 | 0:21:03      | 1:08:24 |
| 18   | Luca Alladio         | Trisports.it Team            | 0:22:12 | 0:23:17 | 0:21:21      | 1:08:45 |
| 19   | Marco Panzavolta     | CUS Padova                   | 0:21:39 | 0:23:38 | 0:21:28      | 1:08:47 |
| 20   | Francesco Figini     | Pool Cantù 1999              | 0:20:35 | 0:22:39 | 0:24:08      | 1:09:30 |

### Élite donne
| Pos. | Atleta                   | Società sportiva        | Corsa   | Bici    | Sci di fondo | Totale  |
| ---- | ------------------------ | ----------------------- | ------- | ------- | ------------ | ------- |
|      | Sandra Mairhofer         | Granbike Triathlon      | 0:21:29 | 0:26:07 | 0:21:50      | 1:11:21 |
|      | Roberta Fedeli           | Precision Team          | 0:25:53 | 0:32:32 | 0:24:46      | 1:25:48 |
|      | Sandra De Luca           | CY Laser Tri Schio      | 0:24:33 | 0:33:11 | 0:25:39      | 1:25:56 |
| 4    | Vittoria Spada           | Granbike Triathlon      | 0:24:49 | 0:26:38 | 0:32:20      | 1:26:04 |
| 5    | Valentina Zanet          | Eroi del Piave          | 0:25:47 | 0:33:43 | 0:23:11      | 1:26:19 |
| 6    | Barbara Regaiolli        | Woman Triathlon 331     | 0:23:47 | 0:35:07 | 0:23:54      | 1:26:40 |
| 7    | Maria Angioni            | Valdigne Triathlon      | 0:24:17 | 0:34:35 | 0:25:09      | 1:26:54 |
| 8    | Alice Riebler            | CUS Udine               | 0:24:45 | 0:32:50 | 0:27:20      | 1:27:07 |
| 9    | Silvia Tabacco           | Woman Triathlon 331     | 0:25:20 | 0:33:03 | 0:27:38      | 1:28:17 |
| 10   | Camilla De Pieri         | Trisports.it Team       | 0:30:24 | 0:27:39 | 0:29:10      | 1:29:42 |
| 11   | Lara Masperone           | Granbike Triathlon      | 0:25:23 | 0:34:20 | 0:28:00      | 1:30:13 |
| 12   | Cristina Cominardi       | Flandres Love Sportland | 0:27:31 | 0:32:02 | 0:28:18      | 1:30:20 |
| 13   | Sofia Dalla Libera       | Padova Triathlon        | 0:25:53 | 0:31:56 | 0:30:17      | 1:30:22 |
| 14   | Elena Casaro             | SSV Bruneck Triathlon   | 0:24:04 | 0:35:38 | 0:28:47      | 1:31:21 |
| 15   | Viola Dorotea Gilioli    | Sai Frecce Bianche      | 0:28:08 | 0:29:37 | 0:30:54      | 1:31:39 |
| 16   | Federica Ferrari         | Friesian Team           | 0:28:23 | 0:34:34 | 0:26:46      | 1:32:54 |
| 17   | Alice Maggio             | 707 Triathlon Team      | 0:26:00 | 0:34:12 | 0:29:27      | 1:33:05 |
| 18   | Giuliana Marten Perolino | Granbike Triathlon      | 0:29:17 | 0:32:44 | 0:28:13      | 1:33:17 |
| 19   | Elena Garagnani          | Triathlon Bologna       | 0:31:45 | 0:32:20 | 0:26:26      | 1:33:34 |
| 20   | Alice Picco              | Trisports.it Team       | 0:25:22 | 0:35:13 | 0:30:08      | 1:33:50 |